# Giovanny Ramos
Giovanny Ramos, destacado depostista venezolano de la especialidad de piragüismo que fue campeón suramericano en Medellín 2010.

## Trayectoria
La trayectoria deportiva de Giovanny Ramos se identifica por su participación en los siguientes eventos nacionales e internacionales:

### Juegos Suramericanos
Fue reconocido su triunfo de ser el primer deportista con el mayor número de medallas de bronce de la selección de  Venezuela en los juegos de Medellín 2010.

#### Juegos Suramericanos de Medellín 2010
Su desempeño en la novena edición de los juegos, se identificó por ser el primer deportista con el mayor número de medallas de bronce entre todos los participantes del evento, con un total de 5 medallas:

- , Medalla de bronce: Canoe/Kayak Flatwater Racing Kayak Double (K-2) 200 m Men
- , Medalla de bronce: Canotaje/Kayak Kayak Doble (K-2) 500 m Hombres
- , Medalla de bronce: Canotaje/Kayak Kayak Cuatro (K-4) 1000 m
- , Medalla de bronce: Canotaje/Kayak Kayak Cuatro (K-4) 200 m Hombres
- , Medalla de bronce: Canotaje/Kayak Kayak Cuatro (K-4) 500 m Hombres